# The Factory
The Factory bylo místo, kde se v letech 1962–1968 scházeli lidé kolem Andyho Warhola. The Factory sídlila v pátém patře na 231 East 47th Street v Midtown Manhattan. V současné době budova již neexistuje. Warhol zde natočil několik desítek svých filmů a mimo jiné zde zkoušela i skupina The Velvet Underground. Jedna ze zkoušek této skupiny byla rovněž natočena a vznikl z ní film The Velvet Underground and Nico: A Symphony of Sound.